# 舞出寂靜
《舞出寂靜》，是一部描寫林儀珊 的真實人生電視迷你劇集，由高慧君、夏靖庭、江沂宸、楊家芸等演員領銜主演，於2020年1月1日在大愛電視20:00首播。
2020年3月25日《舞出寂靜》獲選第42屆金穗獎特映長片方式來播出。2020年12月16日該劇女主角江沂宸飾演林儀珊角色，首度入圍新加坡第3屆亞洲影藝創意大獎『最佳女主角獎』。

## 大愛會客室

### 首播
| 片名       | 頻道       | 播映日期     | 播映時間        |
| 大愛會客室 | 大愛海外台 | 2020年1月1日 | 21:00-21:11播出 |
| 大愛會客室 | 大愛電視台 | 2020年1月1日 | 00:19-00:30播出 |
| 大愛會客室 | 大愛海外台 | 2020年1月1日 | 09:49-10:00播出 |

## 播出時間
以下時間以當地時間（台灣時間）為準

### 電視首播
| 頻道                            | 所在地               | 播映日期                   | 播映時間                  |
| 大愛電視台 （數位頻道同步播出） | 台灣                 | 2020年1月1日－2020年1月2日 | 20:00-20:48播出（無廣告） |
| 大愛海外台                      | 與大愛電視台同步播出 | 2020年1月1日－2020年1月2日 | 20:00-21:00播出（含廣告） |

### 網路首播
| 頻道                 | 備註                 | 播映日期                   | 播映時間                  |
| Yahoo! TV            | 與大愛電視台同步播出 | 2020年1月1日－2020年1月2日 | 20:00-20:48播出（無廣告） |
| YouTube 大愛網路劇場 | 與大愛電視台同步播出 | 2020年1月1日－2020年1月2日 | 20:00-20:48播出（無廣告） |

## 演員列表

### 主要演員
| 演員   | 角色           | 介紹 | 登場集數     |
| 江沂宸 | 林儀珊         | 本劇女主角，是林聰墉與沈寶英的女兒，排行老三，是位先天性重度聽障者，在媽媽沈寶英有一次帶她去看舞蹈表演展時，讓儀珊發現到自己喜歡跳舞，並且想學舞蹈，由於聽不到，沒想到儀珊用她自己的方式感受音樂，進入舞蹈的世界裡，一路上參與大小不同的比賽且拿下很多好成績，大學時報名手語社的社團學會手語，但是母親從小給她觀念要用口語表達影響下，平時回答幾乎都是用親口說話來表達，也去報考舞蹈系有錄取，志願是當一名舞蹈家，由於想孝順父母，所以大學科系忍痛選填美容設計系，因為耳朵發生病變造成雙耳失聰，之後開刀成功裝上電子耳後，終於雙耳能夠清楚的聽見聲音，讓她發音逐漸準確且說話進步流暢，讓她開朗且覺得未來人生充滿更多的希望。 | 第1集－第2集 |
| 楊家芸 | 林儀珊（童年） | 本劇女主角，是林聰墉與沈寶英的女兒，排行老三，是位先天性重度聽障者，在媽媽沈寶英有一次帶她去看舞蹈表演展時，讓儀珊發現到自己喜歡跳舞，並且想學舞蹈，由於聽不到，沒想到儀珊用她自己的方式感受音樂，進入舞蹈的世界裡，一路上參與大小不同的比賽且拿下很多好成績，大學時報名手語社的社團學會手語，但是母親從小給她觀念要用口語表達影響下，平時回答幾乎都是用親口說話來表達，也去報考舞蹈系有錄取，志願是當一名舞蹈家，由於想孝順父母，所以大學科系忍痛選填美容設計系，因為耳朵發生病變造成雙耳失聰，之後開刀成功裝上電子耳後，終於雙耳能夠清楚的聽見聲音，讓她發音逐漸準確且說話進步流暢，讓她開朗且覺得未來人生充滿更多的希望。 | 第1集－第2集 |
| 高慧君 | 沈寶英         | 林儀珊母親，開設小吃店做生意，因為自己小時候跟母親到菜市場買菜，由於母親啞巴緣故被歧視影響很深，所以更擔心儀珊的未來，決心訓練儀珊講話，但急於求好心切，不想讓自己女兒輸人一節情況下，時常糾正並嚴厲對待儀珊的正確發音而惆悵，有時候儀珊不想學說話鬧脾氣時，會讓寶英格外生氣並且痛心，在舞蹈老師的鼓勵儀珊學舞下開始培育，儀珊練舞時常陪伴者，但長期練舞帶來造成身體的傷害與辛苦其實也看在眼裡，希望女兒大學能選讀美容設計系，這樣才能讓儀珊養活自己。 | 第1集－第2集 |
| 高宥心 | 沈寶英（童年） | 林儀珊母親，開設小吃店做生意，因為自己小時候跟母親到菜市場買菜，由於母親啞巴緣故被歧視影響很深，所以更擔心儀珊的未來，決心訓練儀珊講話，但急於求好心切，不想讓自己女兒輸人一節情況下，時常糾正並嚴厲對待儀珊的正確發音而惆悵，有時候儀珊不想學說話鬧脾氣時，會讓寶英格外生氣並且痛心，在舞蹈老師的鼓勵儀珊學舞下開始培育，儀珊練舞時常陪伴者，但長期練舞帶來造成身體的傷害與辛苦其實也看在眼裡，希望女兒大學能選讀美容設計系，這樣才能讓儀珊養活自己。 | 第1集        |
| 夏靖庭 | 林聰墉         | 林儀珊父親，開設小吃店做生意，知道自己妻子寶英，一心想讓自己女兒儀珊跟正常人一樣說話而焦躁不安時，反而適時的給予母女溫暖關懷，不會對林儀珊生氣，也時常調和母女的關係，並且耐心教導與傾聽，也時常提醒妻子寶英教導女兒儀珊不要太過壓力造成氣氛警張，要適時的放鬆，知道儀珊喜歡跳舞後，非常贊成她去學舞蹈，儀珊就讀大學時，她勸妻子不要勉強儀珊就讀她不喜歡的美容系，希望讓儀珊自己來決定未來想讀的科系。 | 第1集－第2集 |

### 次要演員
| 演員   | 角色   | 介紹 | 登場集數 |
| 彭紫莛 | 林佳穎 | 是林聰墉與沈寶英的大女兒，林儀珊的姐姐。 | 第1集    |
| 張芷綸 | 林翊娟 | 是林聰墉與沈寶英的二女兒，林儀珊的姐姐。 | 第1集    |
| 鍾美英 | 劉麗麗 | 林儀珊在青少年時候的舞蹈老師，認為儀珊在舞蹈技術上與節奏上沒有問題，但她認為儀珊跳舞還欠缺感情需要補足，要儀珊靜下心來去聽周遭的聲音去感受，幫助她內化與精進儀珊的跳舞精神。 | 第1集    |
| 沈廖份 | 徐子桓 | | 第集     |

### 其他演員
| 演員     | 角色         | 介紹                                                                     | 登場集數     |
| 陳志宏   | 攤販老闆     | 沈寶英和母親上傳統菜市場買菜，所到光顧購買的攤販。                       | 第1集        |
| 陳育嵐   | 舞蹈替身     | 沈寶英帶著林儀珊去看舞蹈發表會時台上的表演者，讓儀珊開始對跳舞充滿興趣。 | 第1集        |
| 陳名琪   | 小學同學     | 在林儀珊小學三年級轉到新學校的同班同學。                                 | 第1集        |
| 陳璿知   | 小學同學     | 在林儀珊小學三年級轉到新學校的同班同學。                                 | 第1集        |
| 李惠綸   | 小學同學     | 在林儀珊小學三年級轉到新學校的同班同學。                                 | 第1集        |
| 陳奕均   | 小學同學     | 在林儀珊小學三年級轉到新學校的同班同學。                                 | 第1集        |
| 萬漩     | 小學同學     | 在林儀珊小學三年級轉到新學校的同班同學。                                 | 第1集        |
| 謝絢安   | 小學同學     | 在林儀珊小學三年級轉到新學校的同班同學。                                 | 第1集        |
| 沈妍     | 小學同學     | 在林儀珊小學三年級轉到新學校的同班同學。                                 | 第1集        |
| 許日華   | 小學同學     | 在林儀珊小學三年級轉到新學校的同班同學。                                 | 第1集        |
| 謝珞綺   | 小學同學     | 在林儀珊小學三年級轉到新學校的同班同學。                                 | 第1集        |
| 謝珞裴   | 小學同學     | 在林儀珊小學三年級轉到新學校的同班同學。                                 | 第1集        |
| 林萬軒   | 小學同學     | 在林儀珊小學三年級轉到新學校的同班同學。                                 | 第1集        |
| 鄭軒和   | 小學同學     | 在林儀珊小學三年級轉到新學校的同班同學。                                 | 第1集        |
| 郭宏翊   | 小學同學     | 在林儀珊小學三年級轉到新學校的同班同學。                                 | 第1集        |
| 林文心   | 小學同學     | 在林儀珊小學三年級轉到新學校的同班同學。                                 | 第1集        |
| 林可晴   | 舞蹈教室同學 | 林儀珊在芭蕾舞的舞蹈教室同學。                                           | 第1集－第2集 |
| 高清妘   | 舞蹈教室同學 | 林儀珊在芭蕾舞的舞蹈教室同學。                                           | 第1集－第2集 |
| 林品萱   | 舞蹈教室同學 | 林儀珊在芭蕾舞的舞蹈教室同學。                                           | 第1集－第2集 |
| 蘇芃安   | 舞蹈教室同學 | 林儀珊在芭蕾舞的舞蹈教室同學。                                           | 第1集－第2集 |
| 魏宓瑄   | 舞蹈教室同學 | 林儀珊在芭蕾舞的舞蹈教室同學。                                           | 第1集－第2集 |
| 黃妍曦   | 舞蹈教室同學 | 林儀珊在芭蕾舞的舞蹈教室同學。                                           | 第1集－第2集 |
| 林詠涵   | 舞蹈教室同學 | 林儀珊在芭蕾舞的舞蹈教室同學。                                           | 第1集－第2集 |
| 林熙恩   | 舞蹈教室同學 | 林儀珊在芭蕾舞的舞蹈教室同學。                                           | 第1集－第2集 |
| 蘇霏     | 舞蹈教室同學 | 林儀珊在芭蕾舞的舞蹈教室同學。                                           | 第1集－第2集 |
| 劉思纓   | 舞蹈教室同學 | 林儀珊在芭蕾舞的舞蹈教室同學。                                           | 第1集－第2集 |
| 林可妤   | 舞蹈教室同學 | 林儀珊在芭蕾舞的舞蹈教室同學。                                           | 第1集－第2集 |
| 何品嫺   | 舞蹈教室同學 | 林儀珊在芭蕾舞的舞蹈教室同學。                                           | 第1集－第2集 |
| 王秀惠   | 市場客人     | 沈寶英和母親上傳統菜市場買菜的周遭客人。                                 | 第1集        |
| 許華馨   | 市場客人     | 沈寶英和母親上傳統菜市場買菜的周遭客人。                                 | 第1集        |
| 陳碧華   | 市場客人     | 沈寶英和母親上傳統菜市場買菜的周遭客人。                                 | 第1集        |
| 任家慧   | 市場客人     | 沈寶英和母親上傳統菜市場買菜的周遭客人。                                 | 第1集        |
| 陳志宏   | 市場客人     | 沈寶英和母親上傳統菜市場買菜的周遭客人。                                 | 第1集        |
| 黃來發   | 慈濟師兄師姊 | 慈濟有一個舞蹈活動，熱情邀約林儀珊能夠來表演，並且師兄師姊們在台下觀賞。 | 第2集        |
| 陳聰烈   | 慈濟師兄師姊 | 慈濟有一個舞蹈活動，熱情邀約林儀珊能夠來表演，並且師兄師姊們在台下觀賞。 | 第2集        |
| 許生日   | 慈濟師兄師姊 | 慈濟有一個舞蹈活動，熱情邀約林儀珊能夠來表演，並且師兄師姊們在台下觀賞。 | 第2集        |
| 許榮森   | 慈濟師兄師姊 | 慈濟有一個舞蹈活動，熱情邀約林儀珊能夠來表演，並且師兄師姊們在台下觀賞。 | 第2集        |
| 郭金卿   | 慈濟師兄師姊 | 慈濟有一個舞蹈活動，熱情邀約林儀珊能夠來表演，並且師兄師姊們在台下觀賞。 | 第2集        |
| 許瑞惠   | 慈濟師兄師姊 | 慈濟有一個舞蹈活動，熱情邀約林儀珊能夠來表演，並且師兄師姊們在台下觀賞。 | 第2集        |
| 郭好看   | 慈濟師兄師姊 | 慈濟有一個舞蹈活動，熱情邀約林儀珊能夠來表演，並且師兄師姊們在台下觀賞。 | 第2集        |
| 黃金甘   | 慈濟師兄師姊 | 慈濟有一個舞蹈活動，熱情邀約林儀珊能夠來表演，並且師兄師姊們在台下觀賞。 | 第2集        |
| 蔣雪珍   | 慈濟師兄師姊 | 慈濟有一個舞蹈活動，熱情邀約林儀珊能夠來表演，並且師兄師姊們在台下觀賞。 | 第2集        |
| 洪麗雪   | 慈濟師兄師姊 | 慈濟有一個舞蹈活動，熱情邀約林儀珊能夠來表演，並且師兄師姊們在台下觀賞。 | 第2集        |
| 何曾完女 | 慈濟師兄師姊 | 慈濟有一個舞蹈活動，熱情邀約林儀珊能夠來表演，並且師兄師姊們在台下觀賞。 | 第2集        |
| 劉美惠   | 慈濟師兄師姊 | 慈濟有一個舞蹈活動，熱情邀約林儀珊能夠來表演，並且師兄師姊們在台下觀賞。 | 第2集        |
| 阮慶萬   | 慈濟師兄師姊 | 慈濟有一個舞蹈活動，熱情邀約林儀珊能夠來表演，並且師兄師姊們在台下觀賞。 | 第2集        |

### 客串演員
| 演員   | 角色   | 介紹 | 登場集數     |
| 趙自強 | 顏士人 | 林儀珊在小學三年級的老師，對林儀珊母親沈寶英說過，要訓練孩子們獨立才夠成長，在一次批改林儀珊的數學考卷中沒打上分數，並用沒有分數的考卷，認為每一位孩子都有它的專長，不應該用分數來衡量，跟寶英說要瞭解儀珊真正的興趣為何，這讓寶英對教育方式重新省思。 | 第1集        |
| 小嫻   | 陳美利 | 林儀珊在小時候芭蕾舞的舞蹈教室導師，知道儀珊有聽力障礙情況，所以特別有耐心的教導儀珊舞蹈，寶英看到儀珊初次到舞蹈班跳舞，因為聽不到音樂情況本想放棄儀珊學舞，在舞蹈導師堅持說服寶英不要放棄，認為林儀珊絕對可以跳舞，讓儀珊繼續學舞蹈。                 | 第1集－第2集 |
| 蔣偉文 | 何旭爵 | 在佛教大林慈濟綜合醫院的耳鼻喉頭頸外科擔任主治醫師，診斷後發現儀珊耳朵發生病變，且雙耳失聰失去聽力，戴助聽器沒有效的情況下，強烈建議儀珊父母讓儀珊做雙耳開刀手術，戴上人工電子耳以維持聽力，檢查發現儀珊耳蝸完整，加上現在技術成熟，評估動手術會成功。 | 第2集        |
| 朱主愛 | 路人   | 客串 | 第1集        |

## 電視劇歌曲
| 曲別   | 歌名     | 演唱者                | 作詞   | 作曲   |
| 片尾曲 | 千手世界 | 邰麗華 與21位聽障演員 | 李子恆 | 李子恆 |

## 宣傳片花
| 首播日期       | 影片名稱              | 頻道                           | 附註 |
| 2019年12月27日 | [舞出寂靜] 完整版片花 | YouTube上的舞出寂靜 完整版片花 |      |

## 大愛會客室名單
| 集數  | 日期         | 來賓                   | 主持人 |
| 第1集 | 2020年1月1日 | 沈寶英、林聰墉、林儀珊 | 譚艾珍 |
| 第2集 | 2020年1月2日 | 沈寶英、林聰墉、林儀珊 | 譚艾珍 |

## 工作人員列表

### 製作團隊
- 監　製：王端正、葉樹姍、臧蕙年
- 戲劇顧問：龐宜安
- 總策劃：關兆宏
- 編審統籌：鍾易儒
- 製作人：安偉民
- 編  審：陳駿瑩
- 編　劇：楊念純
- 顧　問：林聰墉、沈寶英、林儀珊
- 企劃宣傳：陳光隆、林志儒、魏鳳萱
- 製作協調：黃開誼
- 導　演：鄧安寧
- 統  籌：耿瑞甫
- 外連執行：林玉雲
- 執  行：郭侶威
- 副  導：巫國熙
- 場　記：陳薇萱
- 執行助理：張立嘉
- 攝影師：張宜敏
- 跟焦員：陳柏緯
- 攝影助理：張峰銘
- 美術設計：吳思佑
- 道具陳設：王子綾
- 燈  光：王厚恩
- 燈光助理：王皓志
- 現場錄音：黃顯順
- 錄音助理：林正驥
- 場　務：林吉祥
- 造  型：阮懷葳
- 梳  化：周瑩瑩
- 服　裝：宋靖芸
- 攝影器材：大宇傳播有限公司
- 燈光器材：上京影業有限公司
- 劇照師：楊笠永
- 後期製作：用力拍電影有限公司
- 剪　輯：劉凱靜
- 剪輯助理：林育璇、林伶、曾亭瑜、林冠妤、范家齊
- 調　光：楊儉業
- 聲音後期：吉米林音樂工作室
- 對白剪輯：James Lin、梁忠穎、陳居正
- 音效設計：BMF壞機器工廠
- 混　音：BMF壞機器工廠
- 原創配樂：James Lin
- 配樂編曲：KC
- 片尾曲：千手世界
- 詞　曲：李子恆
- 編　舞：林儀珊
- 舞　者：林儀珊
- 製作公司：星玩藝創意整合開發股份有限公司
- 監製公司：慈濟傳播人文志業基金會

## 獎項紀錄

### 亞洲影藝創意大獎
| 年份   | 頒獎典禮              | 獎項名稱     | 入圍者 | 結果 |
| 2020年 | 第3屆亞洲影藝創意大獎 | 最佳女主角獎 | 江沂宸 | 提名 |

## 外部連結
- 舞出寂靜 官方網站 （页面存档备份，存于）－大愛劇場
- 大愛劇場的Facebook專頁
- 《舞出寂靜 （页面存档备份，存于）》-YAHOO! TV （页面存档备份，存于） 線上看

| 大愛電視台 週一至週日 20:00 - 20:48         | 大愛電視台 週一至週日 20:00 - 20:48      | 大愛電視台 週一至週日 20:00 - 20:48 |
| ------------------------------------------- | ---------------------------------------- | ----------------------------------- |
|                                             | 舞出寂靜 （2020年1月1日－2020年1月2日）  |                                     |
| 與愛同行 （2019年11月20日－2019年12月31日） | 殷緣天成 （2020年1月3日－2020年1月30日） |                                     |